# Ruby Elzy

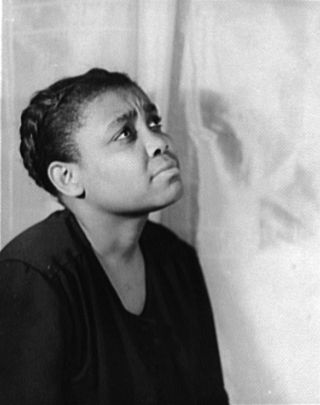
Ruby Elzy, 1935

Ruby Pearl Elzy (* 20. Februar 1908 in Pontotoc/Mississippi; † 26. Juni 1943 in Detroit/Michigan) war eine US-amerikanische Sängerin (Sopran).

## Leben
Elzy wuchs mit drei Geschwistern bei ihrer Mutter Emma auf, der Vater hatte die Familie verlassen, als sie fünf Jahre alt war. Sie lernte frühzeitig Spirituals kennen und sang erstmal im Alter von vier Jahren öffentlich in der Kirche ihrer Gemeinde. Nachdem sie die aus einem Klassenraum bestehende Schule in Pontotac, in der ihre Mutter unterrichtete, besucht hatte, ging sie ab 1927 an das Rust College in Holly Springs. Dort entdeckte Charles C. McCracken, damals Professor an der Ohio State University, ihr Gesangstalent und ermöglichte ihr den Wechsel an die Universität, wo sie von Royal D. Hughes, dem Gründer und Leiter der Musikfakultät, unterrichtet wurde. Nach dem Abschluss als Beste ihrer Klasse an der Musikfakultät 1930 absolvierte sie bis 1934 ein Aufbaustudium an der Juilliard School in New York.
Während des Studiums an der Juilliard School wurde sie Mitglied des von J. Rosamond Johnson geleiteten Chores. Dieser begleitete in dem Film The Emporer Jones von Dudley Murphy und William C. de Mille den Sänger Paul Robeson, und Elzy wurde außerdem in der Rolle der Dolly besetzt. Sie lernte hier den Drehbuchautor DuBose Heyward kennen, der zu der Zeit mit George Gershwin an dessen Oper Porgy and Bess arbeitete. Dieser empfahl sie Gershwin für ein Vorsingen, der bei der Uraufführung der Oper 1935 die Rolle der Serena mit ihr besetzte.
Mit dieser Rolle, die sie zwischen 1935 und 1943 mehr als achthundertmal gab, wurde Elzy ein Star. Sie hatte Auftritte im Hörfunk mit Fred Allen und Bing Crosby und in der NBC-Serie The Melody Master und hatte Solosendungen, in denen sie ein Repertoire vom Spiritual bis zur Opernarie sang. Auf der Bühne trat sie in John Henry (wie neben Paul Robeson) und in Run Little Chillun auf. Im Oktober 1927 debütierte sie in der New Yorker Town Hall, und im Dezember des Jahres trat sie auf Einladung von Eleanor Roosevelt im Weißen Haus auf.
Von 1938 bis 1941 lebte Elzy in Hollywood. Harold Arlen engagierte sie 1940 für die Aufnahme seiner Spiritual-Suite Reverend Johnson’s Dream. Im selben Jahr heiratete sie den Schauspieler und Sänger Jack Carr. 1941 trat sie in Victor Schertzingers Paramount-Film Birth of the Blues neben Bing Crosby, Mary Martin, Brian Donlevy und Eddie „Rochester“ Anderson auf. 1942 kehrte sie als Serena beim Revival von Porgy and Bess zum Broadway zurück, wo die Oper 286 Aufführungen hatte. Darauf unterzeichnete sie einen Vertrag für die Titelrolle in Verdis Aida. Sie starb jedoch im Juni 1943 nach der Operation eines gutartigen Tumors. 2000 wurde sie in die Mississippi Music Hall of Fame aufgenommen. David Weaver drehte 2004 über sie den Film Black Diva of the Thirties: The Life of Ruby Elzy.